# José Ignacio Camacho
José Camacho (* Quito, Ecuador, 25 de febrero de 1990). es un futbolista ecuatoriano que juega de portero en Deportivo Cuenca de la Serie A de Ecuador.

## Clubes
| Club               | País    | Año         |
| ------------------ | ------- | ----------- |
| Deportivo Quito    | Ecuador | 2005 - 2010 |
| El Nacional        | Ecuador | 2011        |
| Macará             | Ecuador | 2012 - 2015 |
| Liga de Portoviejo | Ecuador | 2016-       |
| Liga de Quito      | Ecuador | 2017        |